# Serrat de Castellar (Prats i Sansor)
El Serrat de Castellar és una muntanya de 1.317 metres que es troba entre els municipis de Prats i Sansor i d'Urús, a la comarca de la Baixa Cerdanya.
Al cim podem trobar-hi un vèrtex geodèsic (referència 281082002).